# Jean-Marie Le Golias de Rosgrand
Jean-Marie Le Golias de Rosgrand, né à Brasparts (Finistère) le 17 novembre 1738 et mort à Châteaulin le 20 novembre 1800, est un homme politique français, député aux états généraux de 1789 puis à l'Assemblée constituante, et enfin sous-préfet de Châteaulin.

## Biographie
Jean-Marie Le Golias de Rosgrand est le fils d'Yves le Golias, sieur de Rosgrand, notaire royal, procureur et marchand, et de Louise-Rose Cozic.
Avocat à Châteaulin, juge-seigneurial, Jean-Marie Le Golias de Rosgrand est élu représentant du tiers état, avec le quimperlois Billette pour les sénéchaussées de Quimperlé, Carhaix, Châteaulin, Châteauneuf-du-Faou et Gourin. À Paris, il siège dans la majorité.
Rentré en Bretagne, il est nommé juge au tribunal de Châteaulin en septembre 1791, mais démissionne de ce poste deux mois plus tard.
De décembre 1792 à l'an V (1797), il est administrateur du district de Châteaulin. 
Il devient également maire de Châteaulin du 21 mars 1795 (1er germinal an III) à la disparition de la charge en novembre de la même année.
Le 22 germinal an VIII, le gouvernement consulaire le nomme sous-préfet de Châteaulin - poste qui vient d'être créé. Il meurt en poste huit mois plus tard.
Il avait épousé Anne Renée Cosmao, fille d'un notaire royal et sœur de Julien Marie Cosmao-Kerjulien, qui lui donna huit enfants, dont plusieurs firent carrière comme officiers, notamment dans la marine.

## Sources
- « Jean-Marie Le Golias de Rosgrand », dans Adolphe Robert et Gaston Cougny, Dictionnaire des parlementaires français, Edgar Bourloton, 1889-1891 [détail de l’édition]